# Nonnenhof (Bobenheim-Roxheim)
Der Nonnenhof (auch Littersheimer Hof) ist ein Hofgut bei Bobenheim-Roxheim.

## Lage und Geschichte
Das Gut liegt etwas abgelegen nordöstlich des Ortsteils Bobenheim. Es geht zurück auf den untergegangenen Ort Littersheim, der dort früher an einem Altrheinarm lag, in dem heute der Eckbach fließt.
Der Name Nonnenhof kommt daher, dass die Siedlung seit dem Mittelalter, als Wirtschaftsgut, dem Nonnenkloster Maria Münster in Worms gehörte. 1141 bestätigte der Wormser Bischof Burchard II. diesem Konvent seine dortigen Besitzrechte von 1067, bestehend aus vier Höfen mit zehn zugehörigen Unfreienhöfen. Offenbar gehörte der Littersheimer Besitz schon zum Stiftungsgut des Klosters im 9. Jahrhundert, denn die 1067 beschriebenen Besitzrechte nehmen Bezug auf angebliche Schenkungen durch den mutmaßlichen Klosterstifter Kaiser Ludwig den Frommen. Auch die in der Güterbeschreibung von 1067 dokumentierten Auflagen, dass die klösterlichen Einwohner Littersheims Fronfuhren zur Erhaltung der Mauern Ladenburgs und der Fliehburg Deidesheim zu leisten hätten, weisen in diese Richtung, denn beide Begünstigte waren ehemalige Reichsgüter.
Gleichzeitig war die Abtei Weißenburg in Littersheim stark begütert, deren hiesige Besitzungen 985, im sogenannten Salischen Kirchenraub, an Herzog Otto I. fielen und etwas später an das Hochstift Worms gelangten. Auch jene Besitzanteile konnte Kloster Maria Münster bis Ende des 13. Jahrhunderts erwerben. Mit diesem ursprünglich Weißenburger Teil war das Patronatsrecht der Littersheimer Kirche an das Bistum Worms gekommen. Bischof Adalbert II. schenkte es 1068 teilweise dem Andreasstift Worms, unter Bischof Burchard II. erscheint das Andreasstift 1141 als alleiniger Kircheneigentümer und blieb es bis zur Säkularisation unter der französischen Besatzung, 1803.
Die Lage dieser ehemaligen Kirche wird durch den Flurnamen Kirchgewann angezeigt. Sie war dem Hl. Laurentius geweiht, weshalb man diesen Heiligen später in das Ortswappen von Bobenheim aufnahm. Auch das alte Kirchenpatrozinium wurde auf Bobenheim übertragen. Sie wurde mehrfach renoviert (letztmals 1768), bei der Säkularisation profaniert und stand noch als Scheune, bis nach 1870. Durch Blitzeinschlag brannte sie ab und verschwand schließlich völlig, ebenso wie der sie umgebende Friedhof, auf dem es damals noch 8 alte Grabsteine gab. Um das historische Gebäude zu retten, stellte die kath. Pfarrei Roxheim 1858 eine Bitte um Rückkauf an den damaligen Besitzer Christian Scholz in Mainz, blieb jedoch erfolglos.

## Derzeitiger Baubestand
Der Hof steht als Denkmal auf der Liste der Kulturdenkmäler in Bobenheim-Roxheim. Es handelt sich um eine langgestreckte Geviertanlage mit Gesindehaus, Stallungen und Scheunen, sowie dem Herrenhaus, einem zweieinhalbgeschossigen Krüppelwalmdachbau des 19. Jahrhunderts, mit barockem Keller.
Die Liegenschaft befindet sich mit dem zugehörigen Landwirtschaftsbetrieb seit 1868 im Besitz der Wormser Industriellenfamilie Heyl zu Herrnsheim.